# Discografia dei Jinusean
La discografia dei Jinusean, gruppo musicale sudcoreano, è formata da 5 album in studio e un singolo.

## Album

### Album in studio
| Anno                                                                                          | Titolo                                                                                          | Posizione massima | Vendite         |
| Anno                                                                                          | Titolo                                                                                          | KOR               | Vendite         |
| --------------------------------------------------------------------------------------------- | ----------------------------------------------------------------------------------------------- | ----------------- | --------------- |
| 1997                                                                                          | Jinusean - Pubblicato: 1º marzo 1997 - Etichetta: YG Entertainment - Formati: CD, cassette      | —                 | N.D.            |
| 1998                                                                                          | The Real - Pubblicato: 5 gennaio 1998 - Etichetta: YG Entertainment - Formati: CD, cassette     | —                 | N.D.            |
| 1999                                                                                          | Taekwon V - Pubblicato: 9 marzo 1999 - Etichetta: YG Entertainment - Formati: CD, cassette      | 4                 | - KOR: 254.031+ |
| 2001                                                                                          | The Reign - Pubblicato: 7 gennaio 2001 - Etichetta: YG Entertainment - Formati: CD, cassette    | 4                 | - KOR: 218.135+ |
| 2004                                                                                          | Let's Play - Pubblicato: 12 novembre 2004 - Etichetta: YG Entertainment - Formati: CD, cassette | 4                 | - KOR: 24.391+  |
| "—" indica che l'opera non si è classificata o che non è stata pubblicata in quel territorio. |                                                                                                 |                   |                 |

## Singoli
| Anno | Titolo                                   | Posizione massima | Vendite         |
| Anno | Titolo                                   | KOR               | Vendite         |
| ---- | ---------------------------------------- | ----------------- | --------------- |
| 2015 | Tell Me One More Time (feat. Jang Hanna) | 5                 | - KOR: 675.611+ |